# Riley Thomas Stewart
Riley Thomas Stewart (New York, 4 settembre 2002) è un attore statunitense.
Ha iniziato la sua carriera a 6 anni nel film Zohan - Tutte le donne vengono al pettine. Nel 2009 invece debuttò in televisione nella serie 90210 ed apparì come guest star in altre serie.
Dal 2011 si dedicò prevalentemente al cinema recitando in film come Mr. Beaver e Ho cercato il tuo nome.

## Filmografia

### Cinema
- Zohan - Tutte le donne vengono al pettine (You Don't Mess with the Zohan), regia di Dennis Dugan (2008)
- Mr. Beaver (The Beaver), regia di Jodie Foster (2011)
- Ho cercato il tuo nome (The Lucky One), regia di Scott Hicks (2012)
- Incroci pericolosi (Straight A's), regia di James Cox (2013)

### Televisione
- 90210 – serie TV, 6 episodi (2008-2009)
- Criminal Minds - 1 episodio (2009)
- Dr. House - Medical Division – serie TV, 1 episodio (2010)
- How I Met Your Mother – serie TV, 3 episodi  (2010-2011)
- CSI - Scena del crimine - 1 episodio  (2011)
- Un matrimonio sotto l'albero (A Christmas Wedding Tail), regia di Michael Feifer – film TV (2011)
- NCIS - Unità anticrimine - 1 episodio (2012)
- American Dad! - 1 episodio (2013) - voce